# Porte Mandelbaum

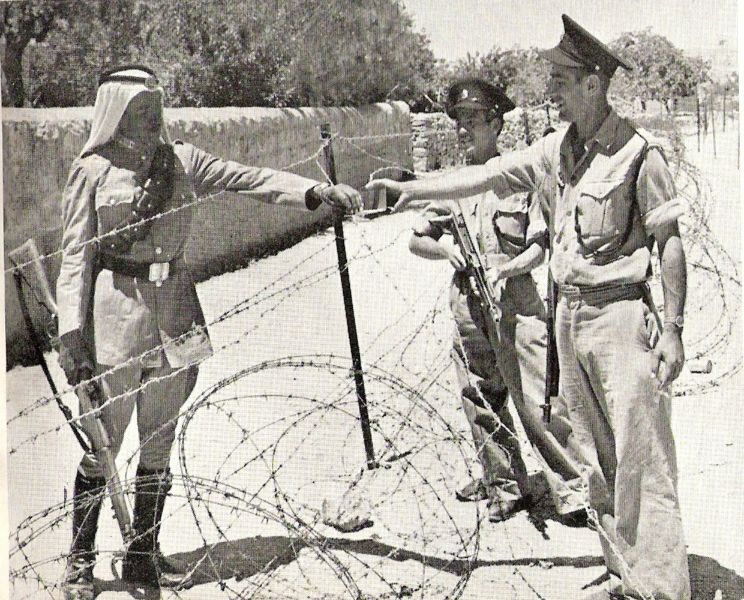
Des policiers israéliens et un légionnaire jordanien près de la porte Mandelbaum.

La porte Mandelbaum était un checkpoint situé entre les secteurs israélien et jordanien de Jérusalem, juste au nord de la limite ouest de la vieille ville, le long de la ligne verte. Il a été en activité de 1949 à 1967.

## Histoire

### Maison Mandelbaum
Le checkpoint a été nommé d'après la maison Mandelbaum, un bâtiment de trois étages se trouvant à cet endroit de 1927 à 1948. La maison a été construite par un marchand juif nommé Simcha Mandelbaum, qui avait élevé ses dix enfants dans la vieille ville mais qui avait besoin d'une maison avec plus d'espace pour accueillir ses enfants mariés et ses invités. Plutôt que de construire dans des zones plus peuplées comme la Rue Jaffa ou Réhavia, il avait choisi de construire sur un terrain situé au bout de la rue Shmouel HaNavi. Bien que Mandelbaum ait voulu faire un exemple et pousser d'autres Juifs à s'installer dans le secteur de manière à étendre la limite nord de Jérusalem, le Waqf possédait beaucoup de foncier dans la zone et interdisait aux Arabes de vendre plus de terres aux Juifs, la maison était donc isolée. Lors des soulèvements de 1929 et 1936, la Haganah a pris position dans la maison pour repousser les Arabes venant de la porte de Damas et se dirigeant vers les quartiers de Mea Shearim et Beit Yisrael.
Pendant la guerre israélo-arabe de 1948, la maison Mandelbaum est entre les quartiers juifs et la zone sous contrôle jordanien. La veuve de Mandelbaum, Esther Liba, et les membres de sa famille abandonnent la maison avec un préavis de moins d'un jour sur ordre de la Haganah. La force armée sioniste s'y installe alors et repousse depuis cette position des attaques jordaniennes jusqu'à ce qu'un cessez-le-feu soit signé. Pendant cette période, le toit de la maison est «protégé» par des découpes en contreplaqué peint conçues pour ressembler d'en haut à des canons antiaériens. Conformément à l'accord de statu quo, la maison est restée du côté israélien. En juillet 1948, les Jordaniens attaquent la maison à l'explosif. Le bâtiment s'effondre sur les 35 membres de la Haganah qui s'y trouvent,. Une partie du mur de la porte d'entrée est resté debout jusqu'en 1967, servant de mémorial de la Jérusalem divisée. Devant cette porte se trouvait le passage officiel entre Israël et la Jordanie.

### Checkpoint de la porte Mandelbaum

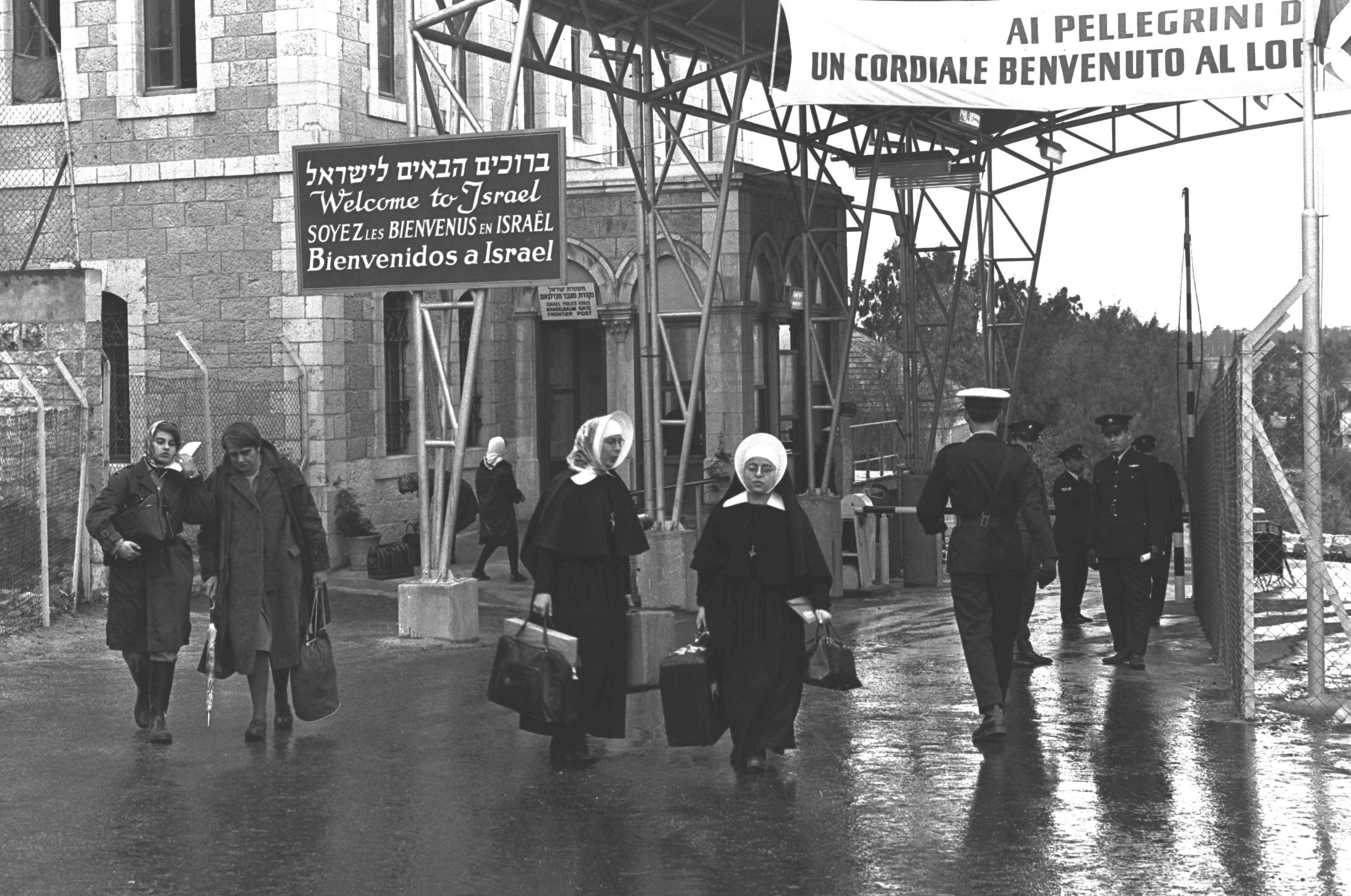
La porte Mandelbaum en opération en 1955

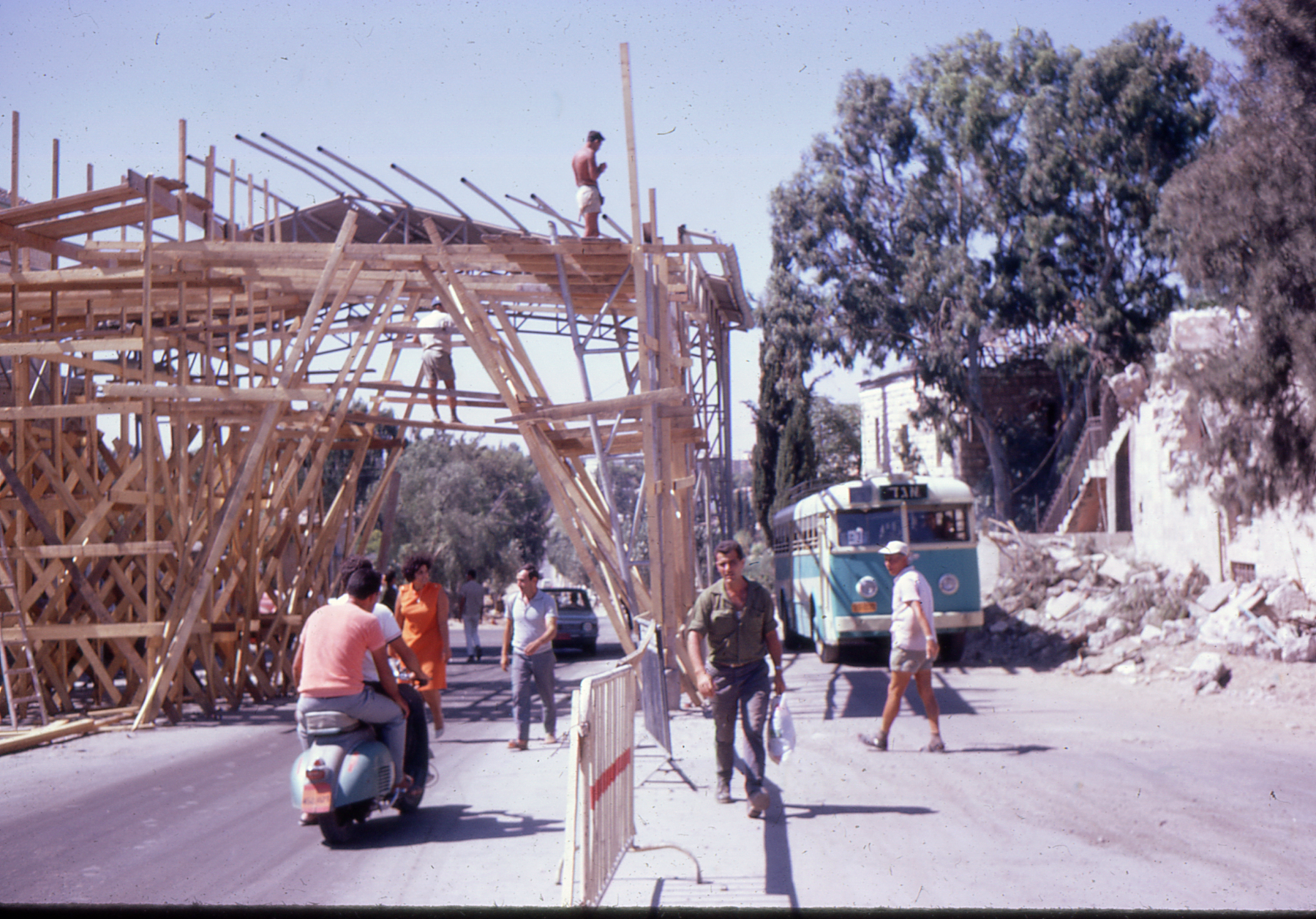
Démantèlement de la porte Mandelbaum

Le clergé, les diplomates et le personnel des Nations Unies peuvent utiliser le passage de 50 mètres de long permettant de passer au travers de la barrière de béton et de barbelés séparant secteur israélien et jordanien, mais les autorités jordaniennes n'autorisent qu'un passage à sens unique pour le trafic non officiel. Toute personne ayant un cachet israélien sur son passeport se voit refuser le passage. Les Jordaniens autorisent un convoi de ravitaillement bimensuel du secteur israélien vers le mont Scopus, territoire israélien enclavé à l'est de la Ligne verte. Un passage de Noël annuel est aussi organisé pour les chrétiens israéliens se rendant en pèlerinage à Bethléem. En 1964, des dispositions spéciales sont prises pour que les Israéliens puissent venir saluer le Pape Paul VI alors qu'il passe de la Jordanie à Israël via la porte Mandelbaum.
La dernière personne à franchir la porte a été la journaliste américaine Flora Lewis, peu de temps avant le déclenchement de la guerre des Six jours en juin 1967.
Les forces israéliennes prenne le secteur jordanien de Jérusalem en deux jours pendant la guerre. Quelques jours après, juin 1967, le maire Teddy Kollek a envoyé des engins de chantiers pour démolir les vestiges de la maison Mandelbaum, seul un repère historique subsiste.